# Gloves Off
«Gloves Off» es el cuarto episodio de la segunda temporada de la serie de televisión estadounidense de AMC Better Call Saul, la serie derivada de Breaking Bad. El episodio, escrito por Gordon Smith y dirigido por Adam Bernstein, se emitió el 7 de marzo de 2016 en AMC en Estados Unidos. Fuera de Estados Unidos, se estrenó en el servicio de streaming Netflix en varios países.

## Trama

### Introducción
En una vista previa de los eventos que tienen lugar más adelante en el episodio, Mike regresa a casa para descansar después de haber estado en una pelea. Arroja un fajo de billetes de cien dólares sobre la mesa de la cocina, saca una bolsa de verduras congeladas de su congelador y se la acerca a la cara. Se sienta en una silla, con los ojos hinchados cerrados y la cara horriblemente golpeada.

### Historia principal
A pesar de la afirmación de Jimmy de que su comercial para reclutar clientes para la demanda contra Sandpiper Crossing fue un éxito, los socios de Davis & Main lo critican por transmitirlo sin su consentimiento. A pesar de que la mayoría de los socios quieren despedir a Jimmy por causa, Cliff decide darle una segunda oportunidad con el entendimiento de que estará bajo mucho más escrutinio en el futuro.
Jimmy le deja a Kim un mensaje de voz urgente pidiéndole que lo llame antes de hablar con Howard. Jimmy llega demasiado tarde porque Kim ya está siendo interrogada por Howard y Chuck en las oficinas de HHM por su fracaso en advertirles sobre el anuncio de Jimmy. No queriendo meter a Jimmy en más problemas, ella se responsabiliza de no hacerles saber de antemano que el comercial saldría al aire, explicando que no creía que fuera necesario. Un Howard furioso la reprende y ella promete que no volverá a suceder.
Más tarde, Jimmy conduce a la casa de Chuck y comienza a entrar, pero se da cuenta de que olvidó quitarse lo electrónico, por lo que de mala gana vuelve al buzón de Chuck y vacía sus bolsillos. Cuando Chuck no responde, Jimmy usa su llave para entrar. Encuentra a Chuck tiritando en el sofá, todavía vestido para irse a trabajar pero cubierto por una manta. Chuck se niega a ir al hospital, por lo que Jimmy lo envuelve en una segunda manta, luego se sienta a esperar con él. A la mañana siguiente, Jimmy condena a Chuck por permitir que Howard reprenda a Kim, diciendo que cree que Chuck podría haber salido en defensa de Kim, pero no lo hizo porque no quiere que Jimmy sea un abogado. Chuck se niega a interceder por Kim, diciéndole a Jimmy que él es «un chimpancé con una ametralladora» porque causa daño a todos los que lo rodean, pero no puede admitir sus propios errores o fechorías. Él dice que Jimmy es como «un alcohólico que se niega a admitir que tiene un problema». Jimmy ofrece dejar de practicar leyes si Chuck ayuda a Kim, pero Chuck le dice a Jimmy que ya cometió suficientes errores para que lo despidan. Al descubrir que Chuck no puede ser persuadido, Jimmy se retira.
Nacho y Mike monitorean un pequeño restaurante mexicano. Nacho le dice a Mike que él y Tuco se reúnen regularmente en ese lugar para saldar cuentas con sus traficantes y que sería fácil matar a Tuco cuando entra o sale. Mike se niega a matar a Tuco, afirmando que atraerá represalias por parte de los Salamanca y el cártel. En cambio, Mike planea eliminar a Tuco de un papel activo en el negocio de drogas Salamanca, que satisfará las necesidades de Nacho. Mike llama a la policía, finge un accidente menor en el estacionamiento del restaurante que involucra su automóvil y el de Tuco, y luego incita a Tuco a golpearlo repetidamente justo cuando llega la policía. Debido a que Tuco llevaba una pistola cuando golpeó a Mike, es arrestado por agresión con un arma mortal. Tuco es llevado esposado y Nacho luego le paga a Mike, pero Mike se niega a dar una razón para tomarse tantas molestias para evitar matar a Tuco.

## Recepción

### Audiencias
Al emitirse, el episodio recibió 2,20 millones de espectadores en Estados Unidos, y una audiencia de 0,9 millones entre adultos de 18 a 49 años.

### Recepción crítica
El episodio recibió aclamación crítica. Tiene una calificación 100% positiva con un puntaje promedio de 8,76 de 10 en el sitio web agregador de reseñas Rotten Tomatoes. El consenso crítico del sitio dice: ««Gloves Off» encuentra a Better Call Saul saliendo adelante por sus propios medios con un episodio apasionante que destaca las contribuciones de Jonathan Banks».
Terri Schwartz de IGN le dio al episodio una calificación de 9,2, escribiendo «Better Call Saul destaca la necesidad de una mejor manera».